# Apeadero Gallo
Apeadero Gallo era una estación ferroviaria ubicada en la ciudad de William C. Morris, Provincia de Buenos Aires, Argentina. Pertenece al Ferrocarril General Urquiza de la red ferroviaria argentina.

## Historia
El apeadero Parada Gallo era la primera parada del ramal a Misiones/Rojas cuando se desprende en la bifurcación luego de la estación Rubén Darío. La misma se encontraba en el paso a nivel de la calle Conrado Villegas en el centro de la localidad de William C. Morris casi en paralelo con la estación William Morris del Ferrocarril San Martín. El apeadero hoy no existe y en su lugar es un largo descampado donde hay una plaza con juegos para la familia. El operador es Trenes Argentinos Cargas y no se registran servicios desde el año 2011, cuando pasaba el tren "El Gran Capitán" sin hacer parada en esta. Es el único apeadero de este ramal en el partido de Hurlingham.

## Ubicación
El lugar se encuentra en el centro de la ciudad de William C. Morris sobre la calle Conrado Villegas y Cañuelas.

## Servicios
No presenta servicios de pasajeros ni de cargas. Hasta 2011, por sus vías corrían servicios de pasajeros desde Estación Federico Lacroze hacia la Estación Posadas en la provincia de Misiones. El servicio se encuentra suspendido permanentemente dada la continuidad de sucesos que afectaron la operación del tren de pasajeros en este corredor.
En junio de 2013, el Ministerio del Interior y Transporte decide rescindir la concesión de ALL (América Latina Logística) por “graves incumplimientos” en los contratos por la falta de inversión, el abandono del material rodante y las vías así dejando la concesión de las cargas de la línea Urquiza al Belgrano Cargas.
Desde ese año no presenta servicio de cargas, a pesar de que el ramal está bajo jurisdicción de la empresa estatal Trenes Argentinos Cargas.